# Quinto Minucio Esquilino
Quinto Minucio Esquilino Augurino (en latín Quintus Minucius Esquilinus Augurinus), cónsul romano en el año 457 a. C., con Cayo Horacio Pulvilo. 
Q. Minucio P. P. M. N. Esquilino Augurino, hermano del cónsul del año 458 a. C. Lucio Minucio Esquilino Augurino, tenía la conducción de la guerra contra los sabinos, pero no pudo hacer otra cosa más que asolar sus tierras, ya que estos se encerraron en sus ciudades amuralladas.